# Bronisław Duch

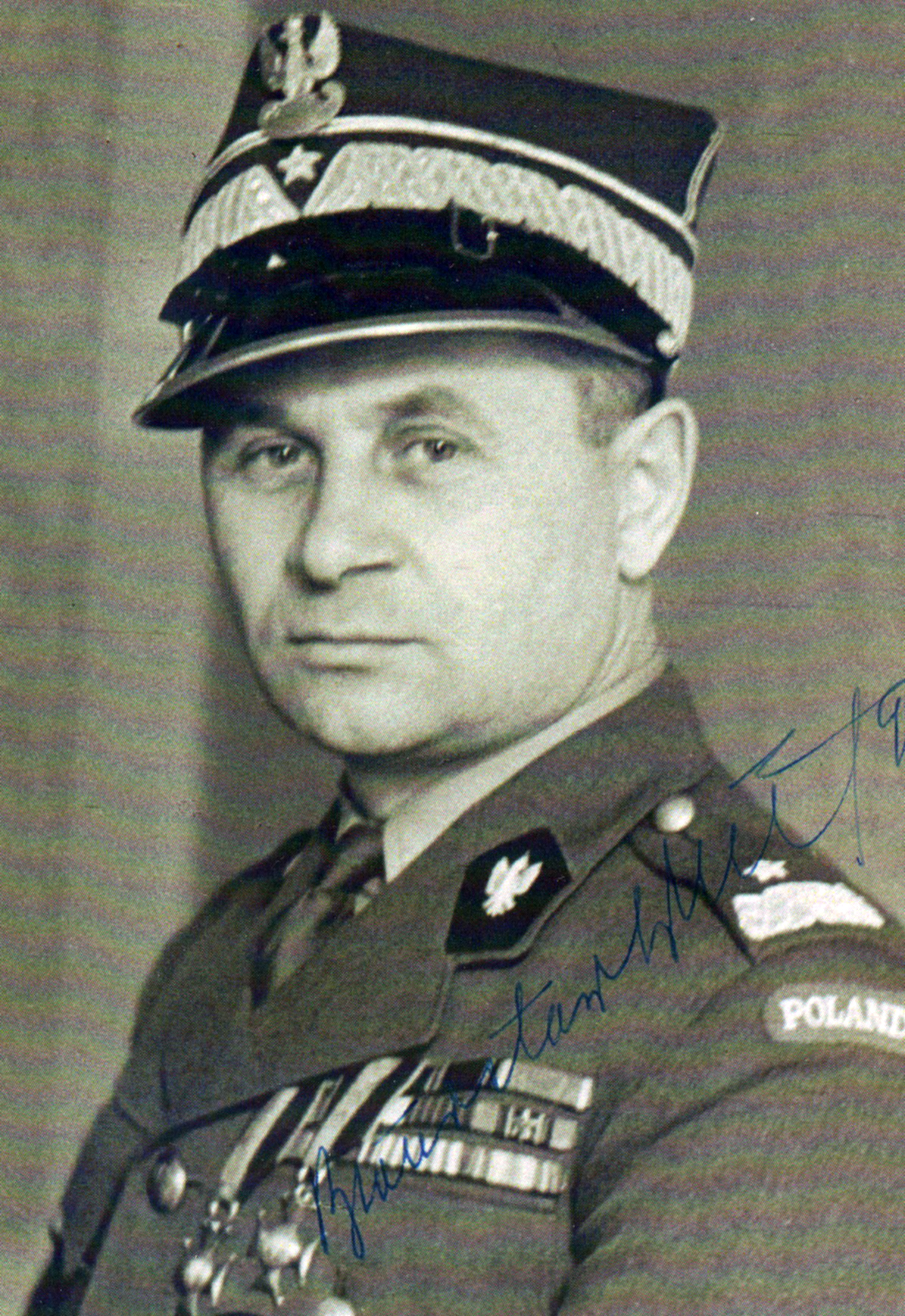
Duch (1945)

Bolesław Bronisław Duch (* 15. November 1885 in Borschtschiw; † 9. Oktober 1980 in London) war ein polnischer Generalmajor und Generalinspekteur der polnischen Armee.

## Leben
Während des Ersten Weltkrieges kämpfte Duch in den polnischen Legionen. Nach der Unabhängigkeit Polens 1918 diente er in der polnischen Armee und absolvierte 1931 die Höhere Kriegsschule. Von 1935 bis 1938 kommandierte er das 73. Infanterieregiment. Beim Ausbruch des Zweiten Weltkrieges hatte er de facto den Befehl über die 39. Infanteriedivision inne, da der eigentliche Befehlshaber dieser Division, Bruno Olbrycht, krank war.
Nachdem Deutschland und die Sowjetunion Polen besiegten und aufteilten, entging Duch einer Gefangennahme und floh nach Frankreich. Dort befehligte er die 1. Grenadier-Division, die in der Schlacht um Lagarde gegen das deutsche XII. Armeekorps kämpfte und verlor. Die 1. Grenadier-Division wurde von Duch angesichts der Aufnahme der Gesprächen zwischen Philippe Pétain und den Deutschen über einen Waffenstillstand am 21. Juni 1940 per Befehl aufgelöst. Im Juli 1940 kam er in Großbritannien an. Im April 1941 ging er nach Kanada und wurde zum Leiter der polnischen Militärmission in Kanada ernannt.
Im April 1942 kehrte er nach Großbritannien zurück, wo er zum Befehlshaber der 1. Gewehrbrigade des 1. polnischen Korps in Schottland ernannt wurde. Von 1943 bis 1946 befehligte er die 3. Karpaten-Schützendivision, die am Italienfeldzug teilnahm.
1947 siedelte Duch nach London über und wurde zum Vorsitzenden des Rates der World Polish Veterans’ Association ernannt. Von Februar 1980 bis zu seinem Tod im Oktober desselben Jahres war er Generalinspekteur der polnischen Armee.

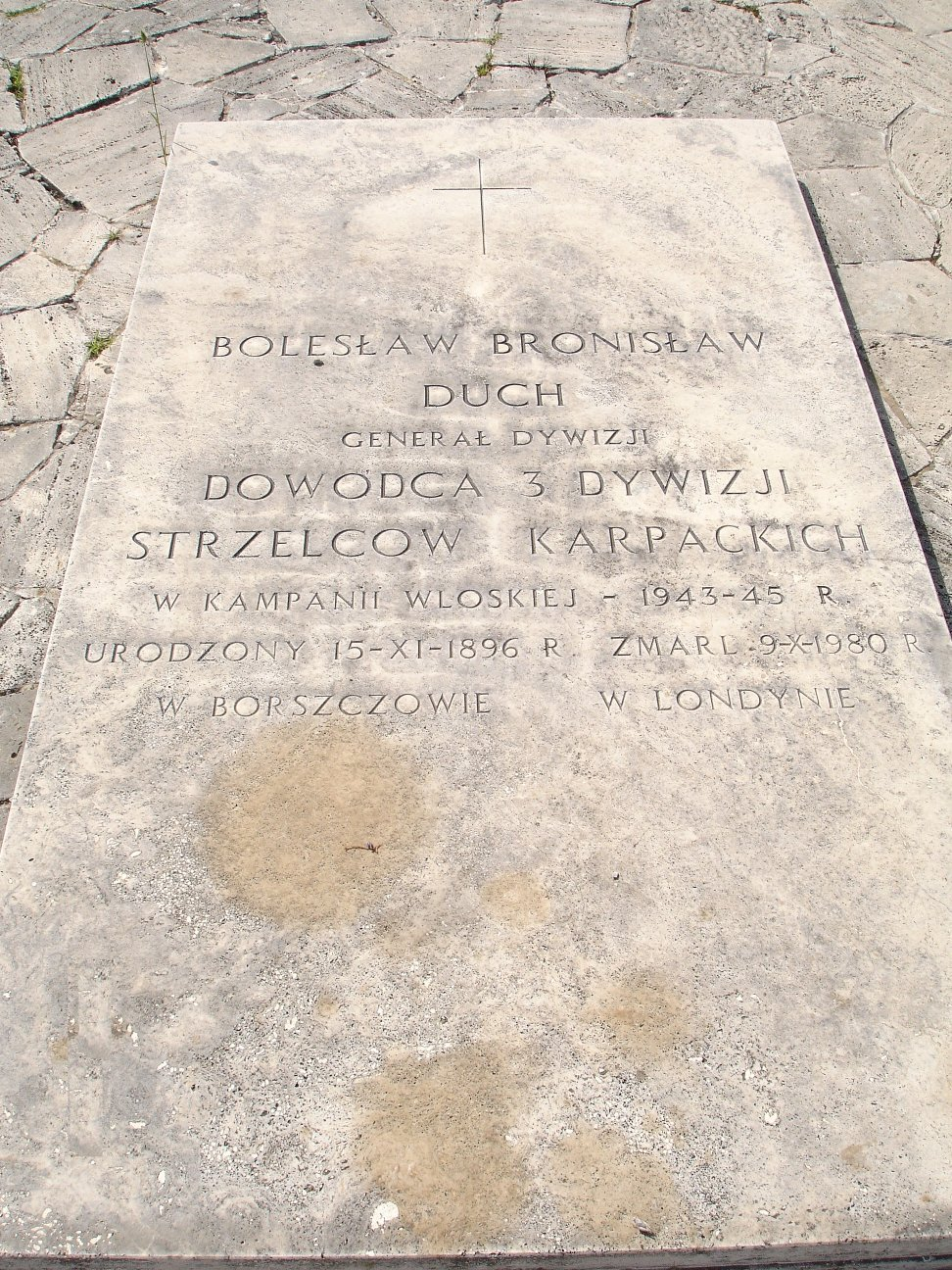
Grabstein von Duch auf dem polnischen Soldatenfriedhof auf dem Montecassino

Am 9. Oktober 1980 verstarb Duch in London. Sein Leichnam wurde eingeäschert und die Urne auf dem polnischen Soldatenfriedhof auf dem Montecassino in Italien bestattet.